# Mathilde Halse
Mathilde Emma Halse (født 2. maj 1999) er en dansk curlingspiller, der til dagligt spiller i Gentofte Curling Club. Hun er sammen med klubkammeraten Julie Dall Høgh og søstrene Denise Dupont og Madeleine Dupont fra Hvidovre Curling Club kvalificeret til vinter-OL 2018 i Pyeongchang, Sydkorea.

Hun repræsenterede for første gang Danmark ved vinter-OL 2022 i Beijing, hvor hun er med som third sammen med de øvrige curlingspillere Madeleine Dupont, Denise Dupont,  Jasmin Lander og My Larsen.